# Zufikon
Zufikon (schweizerdeutsch: ˈtsufikχə) ist eine Einwohnergemeinde im Schweizer Kanton Aargau. Sie gehört zum Bezirk Bremgarten und liegt unmittelbar östlich des Bezirkshauptorts Bremgarten im Reusstal.

## Geographie
Das historische Dorfzentrum besteht aus dem Oberdorf und dem etwa 300 Meter entfernten Unterdorf. Beide liegen auf einer Höhe von rund 405 Metern am Rande der Ebene östlich der Reuss. Die westliche Gemeindegrenze folgt im Wesentlichen dem Fluss, ausser beim Zopfhau, wo sie quer über diese Halbinsel verläuft. Ganz im Süden erhebt sich am Fluss der bewaldete Hügel Buechholderen (420 m ü. M.), im Südosten der Nüeschwaldhügel (435 m ü. M.). Der Emauswald an der Reuss ist ein Eichenwaldreservat.
Gegen Osten steigt das Gelände steil zur Hochebene des Holzbirrlibergs an, gegen Nordosten zum Mutschellenpass (551 m ü. M.). Der Südwesthang des Mutschellen wurde in der zweiten Hälfte des 20. Jahrhunderts praktisch lückenlos mit Wohnhäusern überbaut. Aus diesem Grund ist Zufikon nicht nur mit Bremgarten zusammengewachsen, sondern auch mit Widen und Berikon.
Die Fläche des Gemeindegebiets beträgt 481 Hektaren, davon sind 126 Hektaren mit Wald bedeckt und 120 Hektaren überbaut. Der höchste Punkt befindet sich auf einer Höhe von 542 m ü. M. unterhalb des Mutschellen, der tiefste auf 373 m ü. M. an der Reuss. Nachbargemeinden sind Widen im Norden, Berikon im Osten, Oberwil-Lieli im Südosten, Unterlunkhofen im Süden und Bremgarten im Westen.

## Geschichte
Ein Einzelfund weist auf eine Besiedlung in der Bronzezeit hin. Die erste urkundliche Erwähnung von Zuffinchofa erfolgte im Jahr 1150. Der Ortsname stammt vom althochdeutschen Uffinghofun und bedeutet «bei den Höfen der Sippe des Uffo». Nach 1200 geriet Zufikon unter die Herrschaft der Grafen von Habsburg-Laufenburg, einer Seitenlinie der Habsburger. Die Vogtei gelangte 1318 in den Besitz der Ritter von Schönenwerd, auf diese folgten die Herren von Seengen. Beide waren Dienstleute der Habsburger und übten die niedere Gerichtsbarkeit aus, während die Blutgerichtsbarkeit den Habsburgern vorbehalten blieb.
Bedeutendste Grundbesitzer im Mittelalter waren die Klöster Sankt Blasien, Frauenthal, Hermetschwil und Muri. Im 14. und 15. Jahrhundert konnte Bremgarten immer mehr Güter und Grundrechte erwerben, entweder direkt oder durch Stadtbürger wie die Herren von Seengen. 1415 eroberten die Eidgenossen den Aargau. Während der Dorfteil nördlich des Kirchturms ein Teil des Amtes Rohrdorf der Grafschaft Baden war und von den Eidgenossen gemeinsam verwaltet wurde, gehörte der südliche Teil zum Kelleramt und stand somit unter der alleinigen Herrschaft der Stadt Zürich.

Historisches Luftbild von Werner Friedli von 1970

1450 erwarb Bremgarten die niedere Gerichtsbarkeit über Zufikon sowie den Kirchensatz und die Zehnten von Korn und Wein. 1516 erhielt die Emauskapelle durch päpstlichen Beschluss besondere Privilegien als Wallfahrtsort. Die Bevölkerung trat 1529 zur protestantischen Konfession über, wurde aber 1531 nach dem Zweiten Kappelerkrieg rekatholisiert. Im März 1798 nahmen die Franzosen die Schweiz ein und riefen die Helvetische Republik aus. Die wiedervereinigten Dorfteile bildeten eine Gemeinde im kurzlebigen Kanton Baden, seit 1803 gehört Zufikon zum Kanton Aargau.
1893/94 errichtete die Zürcher Firma Escher-Wyss an der Reuss das Kraftwerk Bremgarten-Zufikon, als erstes Drehstrom-Wasserkraftwerk Europas. Es wurde 1975 abgerissen und durch eine modernere Anlage ersetzt. Am 1. Mai 1902 erhielt Zufikon mit der Eröffnung der Bremgarten-Dietikon-Bahn einen Anschluss ans Eisenbahnnetz. Ab etwa 1960 setzte ein Bauboom ein, bei dem der ganze, einst mit Weinreben bepflanzte Südwesthang des Mutschellen überbaut wurde. Die Einwohnerzahl stieg innerhalb von fünfzig Jahren um fast das Fünffache.

## Sehenswürdigkeiten

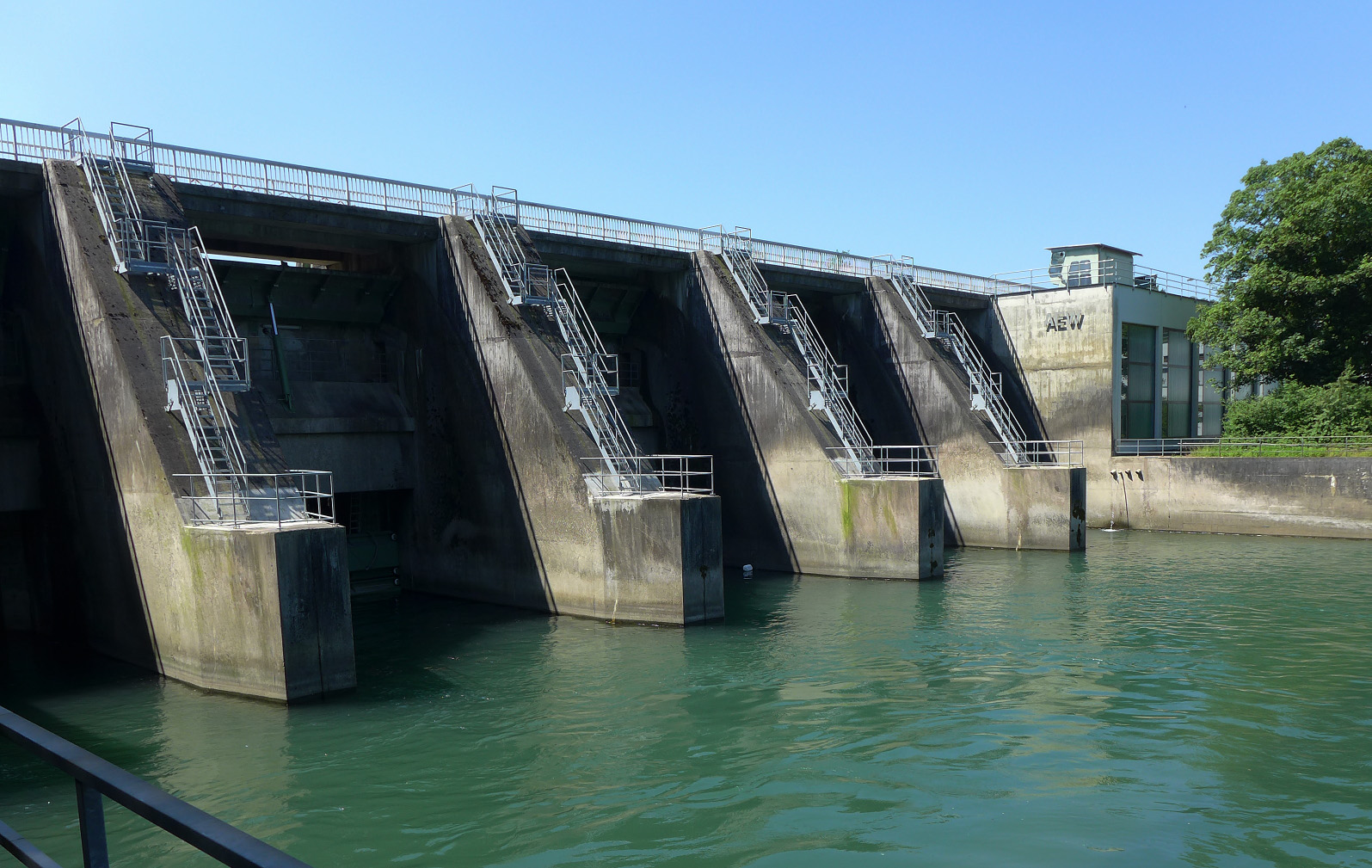
Kraftwerk an der Reuss

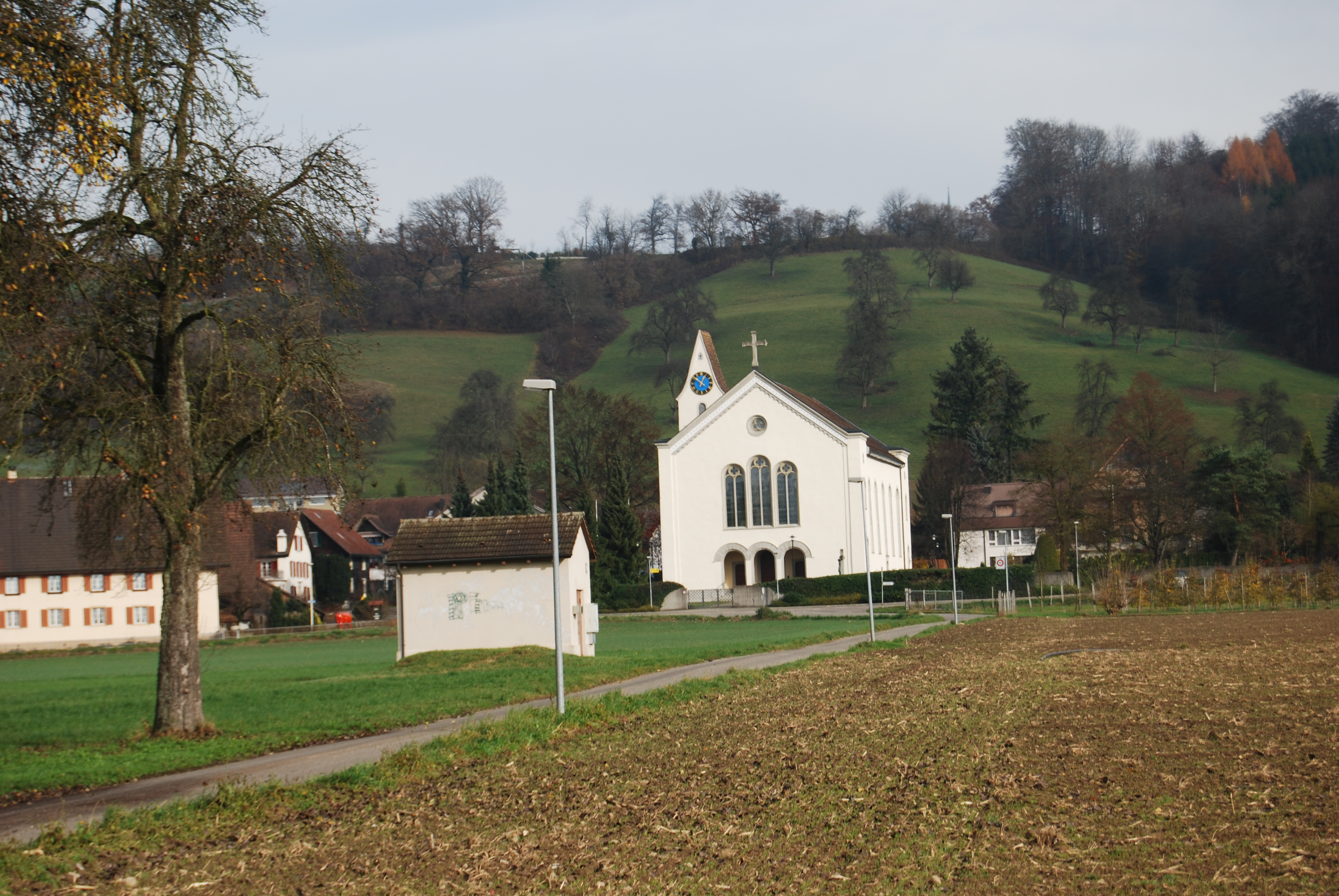
Pfarrkirche St. Martin

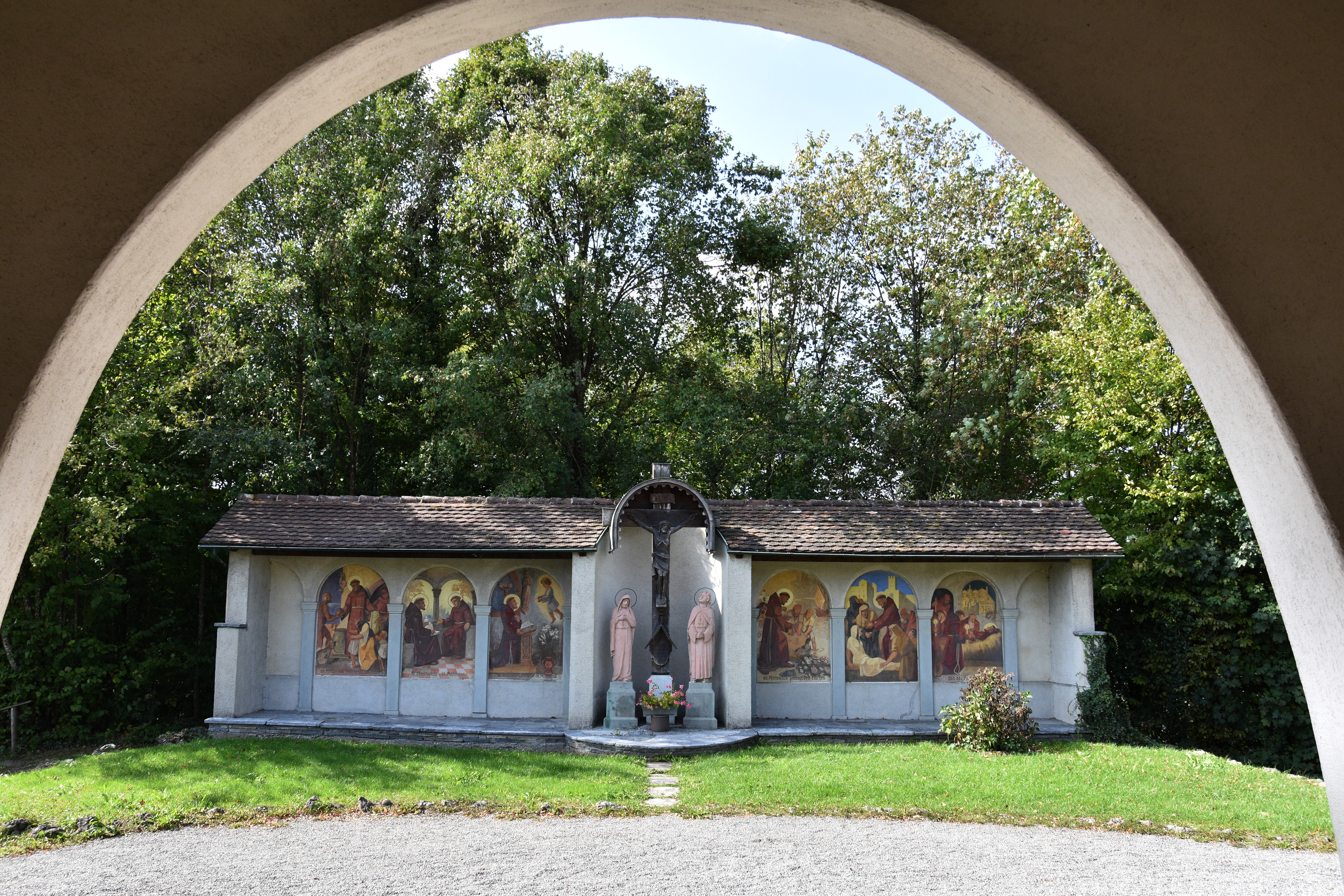
Emauskapelle

Die Geschichte der katholischen Pfarrkirche St. Martin reicht mindestens bis 1275 zurück, dem Jahr ihrer ersten urkundlichen Erwähnung. Das baufällig gewordene Gebäude wurde 1865/68 durch eine von Kantonsbaumeister Carl Rothpletz entworfene, neuromanische Saalkirche ersetzt. Der aus dem Mittelalter stammende Kirchturm blieb bestehen. Das Innere des Gebäudes ist spätklassizistisch geprägt.
Nahe dem Flussufer beim Kraftwerk steht die Emauskapelle. Sie wurde zwischen 1552 und 1556 errichtet, am Standort einer früheren Einsiedelei. Sehenswert sind darin insbesondere drei gemalte barocke Bilderzyklen. Sie stellen Antonius den Grossen, Antonius von Padua und Niklaus von Flüe dar.

## Wappen
Die Blasonierung des Gemeindewappens lautet: «Unter rotem Schildhaupt in Weiss schwarzer Pfahl, beseitet von zwei gestürzten blauen Schlüsseln mit zugekehrtem Bart.» Seit 1915 gab es ein inoffizielles Wappen, welches in Weiss einen roten Grenzstein zeigte. Der Gemeinderat wollte 1949 jedoch nicht das Trennende, sondern das Verbindende symbolisieren. Aus diesem Grund wurden die Symbole der Grafschaft Baden (Schildhaupt mit Pfahl) und des Kelleramts (Schlüssel) in einem Wappenbild vereinigt.

## Bevölkerung
Die Einwohnerzahlen entwickelten sich wie folgt:
| Jahr      | 1850 | 1900 | 1930 | 1950 | 1960 | 1970 | 1980 | 1990 | 2000 | 2010 | 2020 |
| Einwohner | 589  | 604  | 731  | 774  | 925  | 1405 | 2613 | 3516 | 3488 | 4140 | 4548 |

Am 31. Dezember 2023 lebten 4917 Menschen in Zufikon, der Ausländeranteil betrug 21 %. Bei der Volkszählung 2015 bezeichneten sich 39,9 % als römisch-katholisch und 19,7 % als reformiert; 40,4 % waren konfessionslos oder gehörten anderen Glaubensrichtungen an. 90,1 % gaben bei der Volkszählung 2000 Deutsch als Hauptsprache an, 2,2 % Italienisch, 1,5 % Türkisch, 1,1 % Serbokroatisch und 0,9 % Albanisch.

## Politik und Recht
Die Versammlung der Stimmberechtigten, die Gemeindeversammlung, übt die Legislativgewalt aus. Ausführende Behörde ist der fünfköpfige Gemeinderat. Er wird im Majorzverfahren vom Volk gewählt, seine Amtsdauer beträgt vier Jahre. Der Gemeinderat führt und repräsentiert die Gemeinde. Dazu vollzieht er die Beschlüsse der Gemeindeversammlung und die Aufgaben, die ihm vom Kanton zugeteilt wurden. Für Rechtsstreitigkeiten ist in erster Instanz das Bezirksgericht Bremgarten zuständig. Zufikon gehört zum Friedensrichterkreis VII (Bremgarten).

## Wirtschaft
In Zufikon gibt es gemäss der im Jahr 2015 erhobenen Statistik der Unternehmensstruktur (STATENT) rund 1100 Arbeitsplätze, davon 2 % in der Landwirtschaft, 26 % in der Industrie und 72 % im Dienstleistungssektor. Sämtliche der rund 150 Betriebe sind kleine und mittlere Unternehmen. Die meisten Erwerbstätigen sind Wegpendler und arbeiten im benachbarten Bremgarten oder in der Stadt Zürich und deren Agglomeration.

## Verkehr
Am Nordrand von Zufikon verlaufen die Hauptstrasse 1 über den Mutschellen und die Kantonsstrasse 263 in Richtung Birmensdorf, wo sich ein Anschluss an die A4 befindet. Die Kantonsstrasse 262 führt in Richtung Affoltern am Albis. Der nördliche am Hang liegende Ortsteil wird durch die Bremgarten-Dietikon-Bahn von Dietikon nach Wohlen erschlossen; auf dem Gemeindegebiet liegen die Haltestellen Zufikon, Hammergut und Belvédère. Der flache Teil des Dorfes am Fuss des Hügels liegt nahe dem Bahnhof Bremgarten und wird auch durch die Postautolinie Bremgarten–Jonen sowie den Ortsbus Zufikon bedient. An Wochenenden verkehrt ein Nachtbus von Dietikon über Wohlen nach Sarmenstorf.

## Bildung
Die Gemeinde verfügt über fünf Kindergärten und drei Schulhäuser, in denen die Primarschule, die Realschule und die Sekundarschule unterrichtet werden. Die Bezirksschule kann im benachbarten Bremgarten besucht werden. Das nächstgelegene Gymnasium ist die Kantonsschule Wohlen.

## Persönlichkeiten
- Annalise Schweizer (* 1949 in Zufikon), Berufsschullehrern und Politikerin